# Kostel svatého Mikuláše (Hanušovice)
Kostel svatého Mikuláše v Hanušovicích je barokní stavbou z 18. století se starším renesančním jádrem z 16. století. Kostel byl v roce 1958 zapsán na seznam kulturních památek.
Populace netopýra velkého je chráněna jako přírodní památka Hanušovice - kostel.

## Historie
Kostel stál v Hanušovicích už roku 1350, předpokládá se, že dřevěný. Současný kostel byl postavený roku 1656, ještě v renesančním stylu a do dnešní podoby byl přestavěn roku 1738.
V 19. století byla upravována sakristie, vybudována předsíň a schodiště na kruchtu v podvěží. Kostel byl renovován v roce 1909, kdy byly také instalovány nové varhany a hodiny.

## Popis

### Areál kostela
Kostel se hřbitovem měl původně polohu uprostřed obce. Pozdější výstavba se soustředila k řece Moravě a nyní je kostel vzdálen asi 2 km od centra města. Areál kostela se hřbitovem je obehnán kamennou zdí. Vede k němu schodiště vyrovnávající svažitý terén. Po stranách stojí dvě chráněné památky
- barokní pískovcová socha sv. Jana Nepomuckého z roku 1754
- socha Panny Marie z roku 1825 – točený sloup s figurou Panny Marie stojící na kouli s hadem.

K areálu kostela náleží též památkově chráněná fara, empírová architektura z 30. let 19. století se starším barokním jádrem z let 1719-1720. U ní stojí pomník padlých z 1. světové války, který vytvořil v roce 1924 ze světlé slezské žuly sochař Josef Obeth.

### Exteriér
Kostel je orientovaná, podélná, jednolodní stavba na půdorysu kříže, střed tvoří čtverec s uťatými rohy. Ramena kříže tvoří kněžiště, boční kaple a loď. K severní straně kněžiště a boční kaple byla přistavěna sakristie s oratoří v patře, k jižní zdi lodi čtyřboká předsíň. V ose západního průčelí stojí 30m vysoká věž s barokní zvonicí.

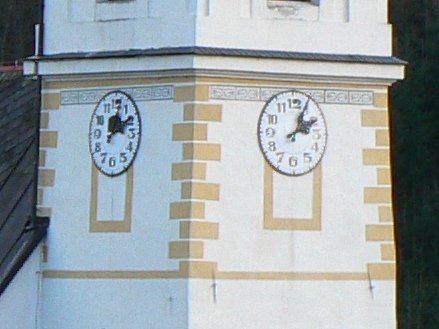
Deatil věže se sgrafity

Fasády jsou hladké, prolomené okny se segmentovým záklenkem, rámovanými profilovanou šambránou. Okna ve věži jsou štěrbinová, na východní straně (otevřené do půdního prostoru) se zachovalo okno lomené. Část nároží věže a podstřešní vlys jsou opatřené sgrafity. Západní a jižní vstupní portál je obdélný s kamenným ostěním, nahoře pravoúhle zalomeným s kapkami.

### Interiér
Kněžiště a východní rameno lodi jsou zaklenuty valeně s hranatými výsečemi, po severní straně je oratoř. Čtverec lodi s lunetami mezi diagonálními pasy. Boční kaple jsou zaklenuty příčně valenou klenbou. Pasy a hrany lunet jsou lemovány maltovými pruty. Klenba sedí na průběžné římse podepřené nízkými pilastry s římsovým kladím. Kruchta je zděná, podklenuta valeně s dotýkajícími se výsečemi. Kruchta má mezi dvěma pilíři tři oblouky a poprseň plasticky zdobenou imitací kuželek a vázami nad pilíři.

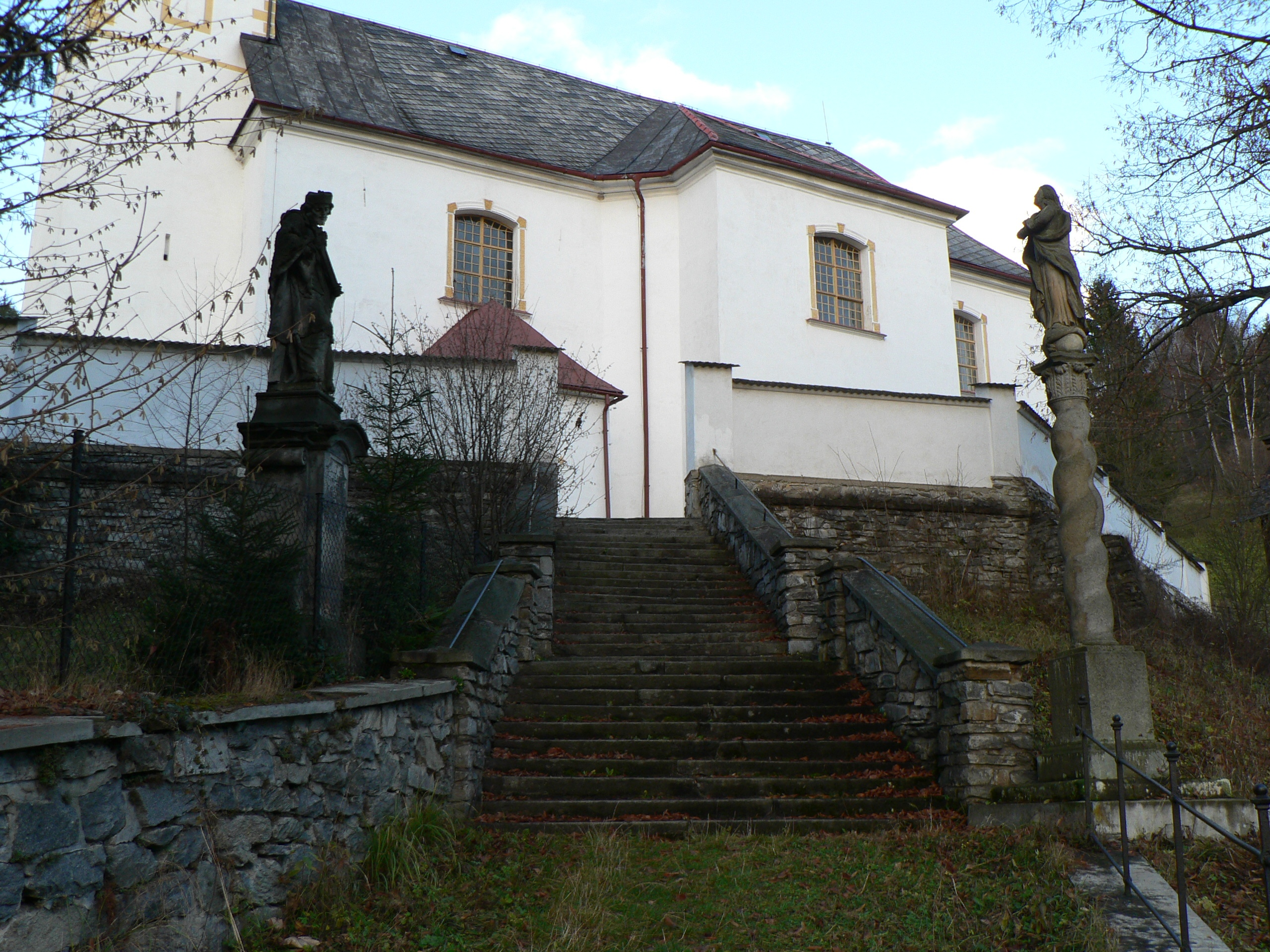
Přístup ke kostelu se sochami sv. Jana Nepomuckého a Immaculaty

### Zařízení
Zařízení je rokokové, umělecky a časově jednotné, renesanční je pouze zvon (z roku 1557), některé doplňky jsou pozdější. Hlavní oltář je dvoudílný, s tabernáklem a sloupovým retábulem (1771). Uprostřed oltáře je obraz sv. Mikuláše ze třetí čtvrtiny 19. století, kopie původního obrazu J. K. Handkeho, u paty sloupů jsou monumentální figury sv. Ambrože a sv. Augustina. Severní kaple je mariánská, s oltářem vytvořeným současně s hlavním, původní je obraz Panny Marie. Jižní kaple je zasvěcena sv. Janu Nepomuckému, s oltářními obrazy světcovy glorifikace a sv. Floriána (konec 18. století). K původnímu vybavení patří také zdobená kazatelna a dřevěná křtitelnice. V lodi je zavěšen klasicistní korunový lustr z první čtvrtiny 19. století.